# Szenvedélyes szeretet
A Szenvedélyes szeretet (eredeti címén La Violente Amour) Robert Merle "Francia história" című regényfolyamának ötödik kötete, mely 1983-ban jelent meg.
Ebben a kötetben a Katolikus Liga nyíltan felvállalja a konfliktust III. Henrik francia királlyal, aki Navarrai Henriket teszi meg örököséül. A történet lényegében Párizs ostromát és az uralkodó királyságának végnapjait tárgyalja.

## Történet
Akárcsak az előző könyveket, úgy ezt is Pierre de Siourac narrálja végig. Guise hercegének meggyilkoltatása után III. Henrik őt küldi el, hogy találkozzon Maximilien de Béthun-nal, Sully hercegével, Navarrai Henrik főtanácsadójával. Célja ugyanis az, hogy kibékítse a katolikusokat és a hugenottákat, miközben a pápisták a reformáció gyökeres kiirtásán munkálkodnak. A találkozóra Tours-ban kerül sor, időközben pedig meggyilkolják III. Henriket, majd lezajlik az ivry-i csata. Ezt követően Navarrai Henrik a pápisták által elfoglalt Párizs ostromához kezd hozzá, mely több hónapig tart. A cselekmény során Pierre fogadott fivérét, Miroul-t is nemesítik. A történet Navarrai Henrik katolikus hitre térésével és Párizsba bevonulásával majd megkoronázásával ér véget.

## Magyarul
A kötet megjelent az Európa Kiadó gondozásában 1991-ben, 1993-ban, 2001-ben, 2005-ben és 2011-ben, valamint a Helikon Kiadó gondozásában 2021-ben. A könyvet Görög Lívia fordította, a későbbi kiadásokban az eredeti szöveggel Takács M. József vetette össze.

## Fordítás
- Ez a szócikk részben vagy egészben  a   La Violente Amour című francia Wikipédia-szócikk ezen változatának fordításán alapul.  Az eredeti cikk szerkesztőit annak laptörténete sorolja fel. Ez a jelzés csupán a megfogalmazás eredetét és a szerzői jogokat jelzi, nem szolgál a cikkben szereplő információk forrásmegjelöléseként.